# Equipe checoslovaca na Copa Davis
A equipe checoslovaca na Copa Davis representou a Checoslováquia na Copa Davis, principal competição de tênis masculina por equipes do mundo.
Competiu entre 1921 e 1992. No ano seguinte, novas equipes foram criadas:
- Equipe checa na Copa Davis (os recordes históricos da Checoslováquia foram herdados pela Chéquia);
- Equipe eslovaca na Copa Davis.

Conquistou um título.